# Gheorghe Călugăreanu
Gheorghe Călugăreanu (n. 16 iulie 1902, Iași, România – d. 15 noiembrie 1976, Cluj-Napoca, România) a fost un matematician român, membru titular al Academiei Române.

## Biografie
A făcut studii de teoria funcțiilor de o variabilă complexă (funcții meromorfe, funcții univalente, invarianți de prelungire analitică) cât și de geometrie diferențială și topologie algebrică, cu deosebire în teoria nodurilor (între altele Teorema și invariantul Călugăreanu). A fost un inițiator al învățământului de teoria funcțiilor complexe, având o contribuție importantă și prin tratatul publicat la Editura Didactică și Pedagogică (1963).

### Viața și cariera
Gheorghe Călugăreanu s-a născut la Iași, în ziua de 16 iulie 1902, într-o familie de intelectuali, tatăl său fiind profesor și ulterior rector al Universității din Cluj.
Urmează școala primară la București între anii 1909 și 1913, apoi își face studiile liceale la renumitul liceu „Gheorghe Lazăr” din București, în perioada 1913-1921. 
Atras încă de pe băncile liceului, de științele naturii, urmează între 1921 și 1924, cursurile facultății de științe la secția de matematică și fizică a Universității din Cluj, deplasarea familiei Călugăreanu la Cluj fiind cauzată de numirea tatălui, Dimitrie Călugăreanu, la nou înființata universitate românească din Cluj, în 1919, ca profesor de fiziologie animală.
În anul 1922, încă student fiind, Gheorghe Călugăreanu este numit preparator la Institutul de fizică teoretică și aplicată al Universității din Cluj, iar în 1924 absolvă Facultatea de științe în specialitatea matematică, cu diploma de licență tratând despre ecuații integrale, unul dintre cele mai moderne capitole ale matematicii din acea vreme.
În anul 1926 pleacă la Paris, ca bursier al statului, unde frecventează cursurile unora dintre cei mai mari matematicieni ai epocii (Émile Picard, Jacques Hadamard, Élie Cartan, Paul Montel, Arnaud Denjoy și Gaston Julia). In același an primește certificatul de licență în științe la Universitatea din Paris (Sorbona), iar în anul 1928 își susține doctoratul în științele matematice la aceiași universitate. In teza sa de doctorat 1) „Sur les fonctions polygenes d’une variable complexe”, 2) „Equations integrales a limites fixes”, (conducător Émile Picard), aduce contribuții importante la studiul funcțiilor poligene inițiat de marele matematician roman Dimitrie Pompeiu.
În 1929 își susține docența la Universitatea din București.
Reîntors în țara, funcționează ca asistent (1930-1934), conferențiar (1934-1942) și din 1942 până în 1976, ca profesor la Universitatea clujeană.
În perioada 1940-45, au avut loc schimbări datorate celui de-al Doilea Război Mondial. În 1940, după începutul războiului, universitatea maghiară din Szeged s-a mutat înapoi la Cluj, iar universitatea română din Cluj s-a mutat la Sibiu și Timișoara (unde Călugăreanu și-a petrecut anii refugiului). În 1945, după sfârșitul războiului, universitatea română s-a întors la Cluj luând numele de „Universitatea Babeș”. O parte din universitatea maghiară s-a întors la Szeged, cealaltă parte a rămas la Cluj, numită „Universitatea Bolyai”. Până la urmă cele două au fuzionat sub denumirea de „Universitatea Babeș - Bolyai” (1959).
Prin calitățile sale de dascăl și savant Gh. Călugăreanu a devenit în scurt timp unul dintre cei mai prețuiți profesori ai universității clujene, consolidând o școală prestigioasă de teoria funcțiilor și topologie. Lecțiile sale minuțios pregătite și expuse cu o claritate desăvârșită au fost un model pentru numeroase generații de matematicieni, care timp de aproape jumătate de secol, au crescut sub îndrumarea sa. In același timp, Gheorghe Călugăreanu și-a adus o contribuție importantă la organizarea învățământului matematic, în calitate de decan al facultății de matematică și fizică (1953-1957) și ca șef al catedrei de teoria funcțiilor.
A redactat un curs de teoria funcțiilor analitice în 2 fascicole (litografiat), ceva mai târziu transformat într-un manual de teoria funcțiilor de variabilă complexă (Editura Didactică și Pedagogică, București, 1963), iar în colaborare cu profesorul Dumitru Ionescu a redactat un manual de Analiză matematică (2 volume, litografiat). Ca o recunoaștere a meritelor sale științifice, în anul 1955 a fost ales membru corespondent al Academiei Române, în anul 1963 membru titular, iar în 1964 a fost distins cu titlul de „profesor emerit”.
A fost și membru corespondent al Academiei de Științe din România începând cu 21 decembrie 1935.
Gheorghe Călugăreanu impresiona nu numai prin vasta și temeinica sa pregătire matematică, dar și prin largul său orizont cultural. Absolvent al Conservatorului din București, pian și compoziție (clasa profesor Florica Musicescu, absolvit în paralel cu liceul), era un excelent pianist și un pasionat iubitor al muzicii. A urmat și cursuri la școala Cantorum din Paris. Talentul și forța sa de creație științifică erau întregite de o remarcabilă sensibilitate artistică.
A format o serie de elevi dintre care, Petru Mocanu, membru corespondent al Academiei Române, i-a urmat la conducerea catedrei de teoria funcțiilor la Facultatea de Matematică a Universității Babeș-Bolyai din Cluj.
Fire modestă, dar impunătoare prin ținuta sa, blând dar exigent, gândire profundă, cumpănit în acțiuni, exemplu de conduita morală, iată câteva trăsături care conturează personalitatea lui Gheorghe Călugăreanu. O viață de familie împlinită și fericită i-a dăruit liniștea necesară marilor înfăptuiri alături de soția sa Zoe (n. Filodor, căsătoria 1943) și de cei doi copii, care (continuând tradiția familiei) au devenit biolog (Maria Luiza Flonta, n.1944 la Timișoara) și matematician (Grigore Dumitru Călugăreanu, n. 1947 la Cluj).
Profesorul și academicianul Gheorghe Călugăreanu a fost distins cu ordine și medalii românești: 1953, Medalia Muncii, 1962 Ordinul Muncii, clasa II, 1966 Ordinul Meritul Științific clasa I, 1969 Medalia a 25-a aniversare a eliberării patriei, 1972 25 de ani de la proclamarea Republicii, 1974 30 de ani de la eliberare. La 70 de ani, Revue Roumaine de Mathematiques Pures et Appliques îi dedică un număr omagial (vol. 17, nr. 9, 1972).
În 15 noiembrie 1976, în plină forță creatoare, Gheorghe Călugăreanu s-a stins din viață în urma unui cancer cu evoluție foarte rapidă. După dorința sa, a fost incinerat, iar urna a fost depusă la Cimitirul Bellu.

### Opera științifică
Opera sa se axează pe studiul unor probleme fundamentale de teoria funcțiilor de variabilă complexă, geometrie, algebră și topologie.
Continuând tradiția marelui său înaintaș Dimitrie Pompeiu, își începe activitatea de cercetare cu contribuții originale valoroase în teoria funcțiilor de variabilă complexă. Astfel teza sa de doctorat cit și primele lucrări publicate din 1928 privesc teoria funcțiilor poligene de o variabilă complexă. Studiul acestor funcții a fost inițiat de Dimitrie Pompeiu, care a introdus in aceasta teorie derivata areolară, noțiune care și-a găsit ulterior importante aplicații în geometrie, mecanică și fizică matematică. Plecând de la observația că derivata areolară coincide cu derivata parțială a funcției în raport cu conjugata variabilei independente, Gh. Călugăreanu  a studiat pentru prima oară problema soluțiilor poligene ale ecuațiilor diferențiale analitice. In teza sa de doctorat arată că există clase de ecuații diferențiale admițând soluții poligene, care sunt mai ușor de obținut decât soluțiile monogene și stabilește o legătură simplă între aceste două tipuri de soluții, care permite să se formeze familii de soluții monogene ale ecuației.
In studiul funcțiilor meromorfe, pe care îl începe în 1929, și-a îndreptat atenția asupra unor probleme legate de teorema lui Picard și generalizările ei. Astfel, și-a pus problema relațiilor ce există între valorile excepționale în sensul lui Picard și șirul coeficienților taylorieni ai unui element al funcției meromorfe. A stabilit că în cazul funcțiilor meromorfe de gen finit p, valorile excepționale posibile sunt date de o ecuație algebrică de grad p+1, în care intră numai primii p+2 coeficienți ai elementului taylorian, precum și sumele anumitor serii formate cu polii funcției. Acest rezultat, demonstrat mai întâi cu ajutorul teoriei lui R. Nevanlinna și ulterior regăsit pe o cale elementară, l-a condus la studiul altor specii de valori excepționale, în sensul lui Borel, Valiron și Nevanlinna. A obținut astfel o extindere a teoremelor asupra valorilor excepționale, care constituie și definiția unei noi specii de valori excepționale (pe care Valiron le numește valori excepționale C).
Studiul funcțiilor univalente constituie una dintre preocupările centrale ale cercetărilor actuale din Teoria geometrică a funcțiilor analitice. In acest domeniu, Gh. Călugăreanu a abordat o problemă fundamentală, căutând prin variate metode condiții necesare și suficiente pentru univalență unei funcții analitice in interiorul sau exteriorul discului unitate. Un prim rezultat din 1932 este obținerea razei de univalență a funcției, care coincide cu raza principală de convergență a unei serii duble formată cu ajutorul dezvoltării tayloriene a funcției. Astfel, reușește să dea pentru prima oară condiții necesare și suficiente de univalență, pe care le scrie sub forme diferite. Această problemă este reluată ulterior într-o serie de articole publicate între 1950-1965. Printr-o metodă bazată pe o generalizare a principiului ariei, în anul 1954 obține o infinitate de condiții necesare și suficiente de univalență la care sunt supuși coeficienții dezvoltării tayloriene a funcției. Folosind o altă metodă ingenioasă, bazată pe introducerea unor integrale singulare, obține condiții necesare și suficiente de formă integrală chiar pentru cazul mai general al domeniilor univalente dintr-un spațiu euclidian oarecare. Plecând de la observația că inversa unei funcții uniforme este univalentă în orice disc în care ea este olomorfă, reușește în 1933 o condiție necesară extrem de simplă pentru uniformitatea unei funcții analitice.
Descoperirea invarianților de prelungire analitică constituie una dintre contribuțiile cele mai importante ale lui Călugăreanu în teoria funcțiilor analitice. Pornind de la cercetările anterioare asupra funcțiilor meromorfe și a funcțiilor univalente, a fost condus la o problemă mai generală și anume aceea a relațiilor ce există între proprietățile calitative sau cantitative ale unei funcții analitice și coeficienții taylorieni ai unui element al acestei funcții. Observând că atunci când este vorba de proprietăți globale, care privesc funcția ca un întreg, exprimarea acestor proprietăți prin egalități sau inegalități în care intervin coeficienții unui element, este independentă de elementul ales, a fost condus în 1936 la definirea invarianților de prelungire ai funcțiilor analitice.  Aceștia sunt expresii formate cu coeficienții taylorieni ai unui element al funcției analitice a căror valoare nu se schimbă când se înlocuiește un element cu oricare alt element al aceleiași funcții analitice. Într-o serie de lucrări a reușit să construiască succesiv astfel de invarianți pentru diferite clase de funcții analitice. Teoria generală a  invarianților de prelungire este elaborată în 1939 când, observând că aceste expresii atașate funcției analitice sunt în fond funcționale analitice (cunoscute în literatură ca funcționalele Călugăreanu), a utilizat teoria funcționalelor analitice a lui L. Pantappie pentru obținerea unui sistem complet de invarianți și covarianți de prelungire în cazul general. Rezultatele obținute în această direcție aruncă o lumină nouă în studiul proprietăților globale ale funcțiilor analitice. Menționăm că teoria invarianților de prelungire care este expusă in cartea lui P. Levy (Problemes concrets d’Analyse fonctionelle, Paris, 1961) a format obiectul mai multor lucrări ale lui Fr. Pellegrino, precum și a tezei de doctorat a lui Fr. Succi (1950).
Încercările de rezolvare a problemelor puse de teoria invarianților de prelungire, utilizând polinoamele lui Pafnuti Cebîșev în domeniul complex, l-au condus la o serie de rezultate importante. Astfel, a obținut o formă specială cu totul remarcabilă sub care se pot pune polinoamele lui Cebișev ale unei mulțimi compacte din plan, precum și generalizări ale diametrului transfinit și utilizarea acestora în problema singularităților.
Gheorghe Călugăreanu a adus contribuții importante și în alte domenii ale matematicii, ca cele ale geometriei și topologiei. In prima sa lucrare din 1924 descoperă o proprietate caracteristică a cuadricelor, relativă la trei puncte oarecare ale suprafeței, care este implicată de legea distribuției electrostatice pe un elipsoid conductor. Această problemă a fost reluată în anul 1964 sub o formă mai generală, obținând relații diferențiale multilocale foarte simple, care caracterizează curbele algebrice. O altă problemă importantă de geometrie diferențială pe care a studiat-o a fost aceea a reprezentării intrinseci a suprafețelor prin exprimarea curburii medii și a curburii totale în funcție de coordonatele geodezice. In anul 1942 începe un studiu al singularităților ce apar la transformările punctuale ale unui plan pe alt plan, stabilind existența cutelor și a vârfurilor simple sau multiple, precum și inexistența lor în cazul transformărilor conforme și a celor topologice echivalente cu acestea. În colaborare cu Gh. Th. Gheorghiu în anul 1941 a obținut interpretări geometrice ale invarianților diferențiali afini și proiectivi ai curbelor plane.
Teoria nodurilor constituie acel capitol al topologiei care l-a atras în mod deosebit încă din anul 1942, acesta fiind de altfel domeniul în care a lucrat cu multă pasiune până în ultimele clipe ale vieții sale. Și aici, ca și în celelalte domenii de cercetare, și-a propus să rezolve una dintre problemele cruciale ale teoriei și anume aceea a caracterizării nodurilor din punct de vedere al izotopiei, căutând un sistem complet de invarianți topologici care să caracterizeze clasele de izotopie ale nodurilor. Primii invarianți pe care reușește sa-i obțină succesiv în anii 1942, 1959 și 1961 sunt dați sub formă integrală (de tipul integralei lui Gauss). Unul dintre acești invarianți este reluat de matematicienii americani W. F. Pohl (1968), J. H. White (1969, teza de doctorat) și F. Brock Fuller, care aplică invariantul la problema răsucirii moleculelor ADN interesând biologia moleculară (1971) (vezi si ). Ulterior sunt găsite și alte aplicații în mecanica cuantică și în geofizică.
Citând din „Helicity and Călugăreanu’s invariant”: "Curios, Fuller (1972), într-un articol dedicat lui Călugăreanu (la aniversarea a 70 de ani), atribuie lui White (1969) rezultatul n = W + Tw, deși acest rezultat, împreună cu Tw = T + N,  pot fi găsite clar enunțate, și cuplate cu o analiză a rolului punctelor de inflexiune, în articolul lui Călugăreanu (1961). Realizarea lui White este plasarea acestui rezultat în contextul mai larg al varietăților diferențiale de dimensiune arbitrară; dar aceasta teoremă sub forma n = W + T + N, sau în forma echivalentă n = W + Tw ar trebui fără îndoială descrisă ca  teorema lui Călugăreanu.      Simțim nevoia să scoatem în evidență acest fapt, deoarece în articole și cărți mai recente, Călugăreanu este, mai puțin decât trebuie, creditat pentru realizarea sa. Astfel, de exemplu Pohl (1980) descrie formula de mai sus ca formula lui White și aproape în silă (sic!) afirmă că „formula lui White a fost prezentată de fapt de Georges Călugăreanu (1961), inițial pentru curbe cu curbura nicăieri zero. Această demonstrație a fost foarte dificilă și formularea sa, confuză”. Punem la îndoială această judecată și reamintim că (1961) Călugăreanu consideră explicit problema curburii zero sau inflexională, pe când (1969) White exclude explicit aceste considerații. O neînțelegere generală a contribuției lui Călugăreanu a dus gradat lumea matematică la a se referi la formulele de mai sus ca teorema lui White, astfel încât chiar în manuale (textbooks) (e.g., Kauffman 1987, p. 18; 1991, p. 489) referirea la articolele lui Călugăreanu din 1959, 1961, a dispărut încetul cu încetul."
Un studiu mai aprofundat al operației de traversare (1962) și al procedeelor de generare a nodurilor (1965) i-a permis să reducă problema la una bidimensională, aceea a clasificării curbelor închise simple trasate pe o suprafață închisă orientabilă și care separă suprafața în două domenii disjuncte, aceasta revenind la determinarea unor elemente ale grupurilor fuchsiene finit generate. In 1966-68 a dat criterii de recunoaștere a acestor elemente. In vederea formării unui sistem complet de invarianți de izotopie pentru nodurile tridimensionale, a fost condus la definirea și formarea unui sistem de invarianți de contracție într-un grup dat prin generatori și relații (1970-1971). In 1975 dă o demonstrație geometrică a unei teoreme a lui M.H. Zieschang. In ultimul său memoriu (1976, 48 de pagini!) întreprinde un studiu amplu al unor invarianți atașați grupurilor numărabile.
Preocuparea pentru descoperirea unor invarianți, care străbate ca un fir roșu întreaga sa opera, izvorăște din năzuința sa permanentă de a surprinde ceea ce este durabil și caracterizează o anumită entitate matematică. De altfel această profesiune de credință a sa a fost expusă cu deosebită claritate și măiestrie în lecția festivă din anul 1972, ținută cu ocazia pensionării sale.

### Caracterizări ale oamenilor de știință care l-au cunoscut în timpul vieții
Petru Mocanu (1992): Opera sa matematică rămâne un model de construcție spirituală elevată și unitară. Prin tot ce a înfăptuit, Gheorghe Călugăreanu se înscrie in galeria celor mai distinși reprezentanți ai școlii romanești de matematică.
Caius Iacob (1992): Bogata operă științifică a lui Călugăreanu, importanța căreia devine din ce în ce mai evidentă odată cu trecerea timpului, ni se prezintă printr-o structură armonioasă, bine sudată, de extremă eleganță și profunzime. Neinfluențat de curente pasagere sau mode în matematică, Călugăreanu, o personalitate puternică, a urmat în activitatea sa științifică o linie originală, specifică, de cercetare, stabilită încă din tinerețe.
Ionel Maftei (1978): Cei care l-au cunoscut, și-l amintesc pe profesorul Călugăreanu, cu nelipsita sa țigară de foi, cu expresia sa blajină, în ochi cu o licărire ușor ironică, dar plină de înțelegere. Era un om tăcut și rezervat, care nu vorbea vreodată despre sine, nici cu cei mai apropiați. Succesele științifice și onorurile academice nu i-au alterat cu nimic atitudinea egală și echilibrată în raporturile cu semenii. Vanitatea și aroganța sau chiar mulțumirea de sine i-au fost totdeauna străine. Privea departe și părea să observe în munca sa, mai degrabă ceea ce nu i-a reușit așa cum ar fi dorit. Lăuda însă fără reținere reușitele autentice ale altora.  Ceea ce l-a împins întotdeauna înainte a fost doar pasiunea pentru matematică și conștiința de a fi util. A vorbit despre propria lui viață numai în măsura în care a crezut că aceasta conține unele învățăminte folositoare pentru noua generație.  
Trăia din plin și se simțea bine în momentele cele mai obișnuite ale vieții: concentrat la cursuri și la masa de lucru, destins la pian și în mijlocul familiei, alături de soția și copii lui.

### Lucrări științifice publicateMathSciNet
[Călugăreanu  Georges, Călugăreanu Gheorghe, Călugăreanu George,  Calugaréano  Georges]
47. Note on the life and work of János Bolyai. (Romanian) Proceedings of the János Bolyai Symposium (Cluj-Napoca, 1977), pp. 9–14, Univ. "Babeș-Bolyai, Cluj-Napoca, 1979.
46. Un point de vue sur la recherche mathématique. (French) Mathematica (Cluj) 19(42) (1977/78), no. 1, 5–11 (1978).
45. Sur certains invariants attachés aux groupes dénombrables. (French) Mathematica (Cluj) 17(40) (1975), no. 1, 11–58.
44. Sur un théorème de H. Zieschang. (French) Enseignement Math. (2) 21 (1975), no. 1, 15–30.
43. Sur une conjecture de M. L. P. Neuwirth relative aux groupes des noeuds. (French) Mathematica (Cluj) 15(38) (1973), 149–156.
42. Invariants de contraction dans les groupes. (French) Studia Univ. Babeș-Bolyai Ser. Math.-Mech. 16 1971 fasc. 1, 9–27.
41. Noeuds et cercles topologiques sur les surfaces fermées orientables. (French) Mathematica (Cluj) 12 (35) (1970), 223–226.
40. Points de vue sur la théorie des nœuds. (French) Enseignement Math. (2) 16 1970 97–110.
39. Sur les relations du groupe d'un nœud. (French) Rev. Roumaine Math. Pures Appl. 14 1969 753–757.
38. Sur les automorphismes du groupe fondamental d'une surface fermée orientable. (French) Bul. Inst. Politehn. Iași (N.S.) 14 (18) 1968 fasc. 3-4, 5–15.
37. Sur les générateurs de certains groupes d'automorphismes. (French) Mathematica (Cluj) 10 (33) 1968 245–251.
36. Sur un choix intrinsèque des générateurs du groupe d'un nœud. (French) Rev. Roumaine Math. Pures Appl. 13 1968 19–23.
35. Considérations directes sur la génération des nœuds. II. (French) Studia Univ. Babeș-Bolyai Ser. Math.-Phys. 12 1967 no. 2, 25–30.
34. Courbes fermées simples sur une surface fermée orientable. (French) Mathematica (Cluj) 9 (32) 1967 225–231.
33. Sur les courbes fermées simples tracées sur une surface fermée orientable. (French) Mathematica (Cluj) 8 (31) 1966 29–38.
32. On univalent transformations between Euclidean spaces. (Romanian) Stud. Cerc. Mat. 17 1965 633–635.
31.  Sur une propriété métrique des ensembles connexes du plan. (French) An. Ști. Univ. "Al. I. Cuza Iași Secț. I a Mat. (N.S.) 11B 1965 113–117.
30. Considérations directes sur la génération des nœuds. (French) Rev. Roumaine Math. Pures Appl. 10 1965 389–403.
29. Relations différentielles multi-locales qui caractérisent les courbes algébriques. I. (French) Mathematica (Cluj) 6 (29) 1964 11–18.
28. Elemente de teoria funcțiilor de o variabilă complexă. (Romanian) [Elements of the theory of functions of a complex variable] Editura Didactică și Pedagogică, Bucharest 1963 214 pp.
27. A theorem on the traverses of a knot. (Romanian) Studia Univ. Babeș-Bolyai Ser. Math.-Phys. 7 1962 no. 1, 39–43.
26. Un théorème sur les traversées d'un nœud. (French) Rev. Math. Pures Appl. (Bucarest) 7 1962 565–569.
25. Sur les classes d'isotopie des nœuds tridimensionnels et leurs invariants. (French) Czechoslovak Math. J. 11 (86) 1961 588–625.
http://dml.cz/bitstream/handle/10338.dmlcz/100486/CzechMathJ_11-1961-4_9.pdf
24. Sur les enlacements tridimensionnels des courbes fermées. (Romanian) Com. Acad. R. P. Romîne 11 1961 829–832.
http://math.ubbcluj.ro/~calu/ComAcadRPR-1961.pdf
23. Un théorème élémentaire sur les noeuds. (French) C. R. Acad. Sci. Paris 252 1961 2172–2173.
22. Sur l'isotopie des courbes fermées. (Romanian) Studia Univ. Babeș-Bolyai Ser. I Math. Phys. 1960 no. 1, 27–33.
21. Sur un système d'invariants d'isotopie. (Romanian) Studia Univ. Babeș-Bolyai Ser. I Math. Phys. 1960 no. 1, 35–40.
20. L'intégrale de Gauss et l'analyse des nœuds tridimensionnels. (French) Rev. Math. Pures Appl. 4 1959 5–20.
http://math.ubbcluj.ro/~calu/59gauss.pdf
19. Sur la représentation analytique des régions du plan. (French) Rev. Math. Pures Appl. 2 1957 281–288.
18. Sur les domaines univalents. (Romanian) Acad. R. P. Romîne. Bul. Ști. Secț. Ști. Mat. Fiz. 7 (1955), 853–860.
17. Sur les fonctions univalentes. II. (Romanian) Acad. R. P. Romîne. Fil. Cluj. Stud. Cerc. Ști. 5 (1954), 15–26.
16. [with Rado, Fr.] Sur un problème de propagation de la chaleur. (Romanian) Acad. Repub. Pop. Romîne. Bul. Ști. Secț. Ști. Mat. Fiz. 6, (1954). 17–30.
15. Remarques sur les normes d'un espace vectoriel. (French) Science R. P. Roumaine 1 (1953), (1954) 19–22.
14. Remarques sur les normes d'un espace vectoriel. (Romanian) Acad. Repub. Pop. Române. Bul. Ști. Secț. Ști. Mat. Fiz. 4, (1952), 69–73.
13. On Čebyšev polynomials of bounded closed plane sets. II. (Romanian) Acad. Repub. Pop. Române. Bul. Ști. Ser. Mat. Fiz. Chim. 2, (1950). 7–15.
12. Sur le problème des singularités des fonctions analytiques. (French) Disquisit. Math. Phys. 4, (1945), 95–104.
11. Sur les polynomes de Tchebichef d'un ensemble plan borné et fermé. (French) Bull. Sci. Math. (2) 69, (1945), 75–81.
10. Sur le calcul symbolique de Cayley-Aronhold-Clebsch dans la théorie des invariants. (French) Mathematica, Timișoara 21, (1945), 95–109.
9. Sur une représentation conforme des domaines multiplement connexes. (French) Bull. Math. Soc. Roumaine Sci. 46, (1944), 33–41.
8. Singularités des fonctions analytiques uniformes et polynomes de Tchebichef. (French) Mathematica, Timișoara 19, (1943), 139–147.
7. Sur les invariants topologiques attachés aux courbes et surfaces fermées. (French) Disquisit. Math. Phys. 2, (1942), 149–167.
6. Sur la structure des transformations ponctuelles du plan. (French) Mathematica, Timișoara 18, (1942), 68–76.
5. [with Gheorghiu, Gh. Th.] Sur l'interprétation géométrique des invariants différentiels fondamentaux en géométrie affine et projective des courbes planes. (French) Bull. Math. Soc. Roumaine Sci. 43, (1941), 69–83.
4. Sur la suite des diamètres successifs d'un ensemble plan. (French) C. R. Acad. Sci. Paris 209, (1939), 409–411.
3. Sur les surfaces de M. Tzitzéica qui sont des surfaces de révolution. (French) Bull. Sect. Sci. Acad. Roum. 20 (1938), (1939), 173–175.
2. On differential equations admitting polygenic integrals. Trans. Amer. Math. Soc. 32 (1930), no. 1, 110–113.
1. Les fonctions polygènes comme intégrales d'équations différentielles. (French) [Polygenic functions as integrals of differential equations] Trans. Amer. Math. Soc. 31 (1929), no. 2, 372–378.

### CităriGoogle Scholar
Sur les classes d'isotopie des noeuds tridimensionnels et leurs invariants
Czechoslovak Math. J, 11(86), 1961
Citat de 146 ori
L'intégrale de Gauss et l'Analyse des noeuds tridimensionnels
Revue Roumaine Math. Pures et Appl., 4, 1959 
Citat de 61 ori
Sur les enlacements tridimensionnels des courbes fermées
Com. Acad. RP Romıne, 11, 1961
Citat de 13 ori
Sur les polynômes de Tchebichef d'un ensemble plan borné et fermé
Bull. Sci. Math.(2) vol, 69 (2) 1945
Citat de 3 ori
Considerations directes sur la generation des noeuds
Rev. Roumaine Math. Pures et Appl, 1965
Citat de 3 ori
O teorema asupra traversarilor unui nod
Studia Univ. Babes -Bolyai, Ser. I Math. Phys, 1962
Citat de 3 ori
Sur la condition nécessaire et suffisante pour l'univalence d'une fonction holomorphe dans un cercle
CR Acad. Sci. Paris, 1931
Citat de 2 ori
Points de vue sur la théorie des nœuds
L'Enseignement mathématique, 1971
Citat de 1 ori
Sur un choix intrinsèque des générateurs du groupe d'un nœud
Revue roumaine de mathématiques pures et appliques, 1968
Citat de 1 ori

## Distincții
- Medalia Muncii (14 septembrie 1953)[18]
- titlul de Profesor Emerit al Republicii Populare Romîne (18 august 1964) „pentru activitate deosebită în domeniul cercetării științifice și contribuție la dezvoltarea învățămîntului superior”[19]
- Ordinul „Meritul Științific” clasa I (26 septembrie 1966) „pentru merite deosebite în activitatea științifică, cu prilejul Centenarului Academiei Republicii Socialiste România”[20]